# De madonna van de antiquair
De madonna van de antiquair is een hoorspel van Rolf Petersen. De KRO zond het uit op zondag 17 mei 1964. De regisseur was Léon Povel. De uitzending duurde 63 minuten.

## Rolbezetting
- Fé Sciarone (zuster Selma)
- Jeanne Verstraete (zuster Laura)
- Barbara Hoffman (zuster Loman)
- Irene Poorter (zuster Venverlo)
- Harry Bronk (portier)
- Paul van der Lek (Lucas)
- Bert van der Linden (Stokman)
- Eva Janssen (Hilde)
- Alex Faassen jr. (chauffeur)
- Louis Borel (dokter Streter)

## Inhoud
Hoofdzuster Selma is directrice van een ziekenhuis. Ze vindt dat ze haar verloofde Lucas destijds ten onrechte verlaten heeft voor haar werk. Hij is nu getrouwd en als ze hem op een dag opzoekt, merkt ze dat hij niet erg gelukkig is. Lucas is glazenier en hij heeft een madonna gemaakt die op haar lijkt en liefde en blijdschap uitstraalt…